# مسیندرای ، سوآوی‌ناندری‌آنا
مسیندرای (به لاتین: Masindray) یک منطقهٔ مسکونی در ماداگاسکار است که در سوآناندریان (بخش) واقع شده‌است.
 مسیندرای  ۶٬۰۰۰ نفر جمعیت دارد و ۱٬۳۵۵ متر بالاتر از سطح دریا واقع شده‌است.